# Jens Carsten Jantzen
Jens Carsten Jantzen (Stedesand, 18 de outubro de 1948) é um matemático alemão.
Trabalha com teoria de representação e grupo algébrico. 
Em 2012 tornou-se fellow da American Mathematical Society.

## Publicações
- Jantzen, Jens Carsten (1979), Moduln mit einem höchsten Gewicht, ISBN 978-3-540-09558-3, Lecture Notes in Mathematics, 750, Berlin, New York: Springer-Verlag, MR 552943, doi:10.1007/BFb0069521
- Jantzen, Jens Carsten (1983), Einhüllende Algebren halbeinfacher Lie-Algebren, ISBN 978-3-540-12178-7, Ergebnisse der Mathematik und ihrer Grenzgebiete (3) [Results in Mathematics and Related Areas (3)] (em alemão), 3, Berlin, New York: Springer-Verlag, MR 721170
- Jantzen, Jens Carsten (1996), Lectures on quantum groups, ISBN 978-0-8218-0478-0, Graduate Studies in Mathematics, 6, Providence, R.I.: American Mathematical Society, MR 1359532
- Jantzen, Jens Carsten (2003) [1987], Representations of algebraic groups, ISBN 978-0-8218-3527-2, Mathematical Surveys and Monographs, 107 2nd ed. , Providence, R.I.: American Mathematical Society, MR 2015057